# Компютърна архитектура
Компютърната архитектура е съвкупност от характеристики и параметри, определящи функционалната, логическа и структурна организация на компютрите. Това понятие включва принципите на построяване и функциониране на компютърните системи, заедно с основните програмни средства за работата му. Архитектурата на съвременните компютърни системи е многостепенна йерархия на апаратните и програмни средства, които изграждат системата.
Според друго определение това е набор от дисциплини, описващи функционалността, организацията и реализацията на компютърните системи. Някои я дефинират като описваща програмния модел и способностите на компютъра, но не и конкретната им реализация. Според други компютърната архитектура включва набора от инструкции, микроархитектурата, организацията на логиката и реализацията.
Според IEEE (на английски: Institute of Electrical and Electronics Engineers) компютърната архитектура е набор от хардуерни и софтуерни компоненти и интерфейсите между тях, които определят организационната структура на компютърната система. Компютърната архитектура може да бъде разделена на две части – архитектура на хардуера и архитектура на софтуера. Всяка една от тези две части по-нататък може да се разглежда като съвкупност от архитектури на компонентите и модулите, от които е изградена.

## История
За първи път понятието се споменава в кореспонденцията между Чарлз Бабидж и Ада Лъвлейс, където се описва Analytical engine, вид сметачна машина. Два други важни исторически примера са:
- статията на Джон фон Нойман от 1945 г., „First Draft of a Report on the EDVAC“, в която се описва организацията на логическите елементи и
- по-подробната работа на Алън Тюринг „Proposed Electronic Calculator“, също от 1945, в която се цитира статията на фон Нойман.[6]

Самият термин „архитектура“ в компютърната литература е въведен през 1959 г. от служителите на IBM Джонсън (Lyle R. Johnson), Кан (Mohammad Usman Khan) и Брукс (Frederick P. Brooks, Jr.) Джонсън трябвало да напише съобщение за разработвания суперкомпютър IBM 7030 Stretch за научната лаборатория в Лос Аламос. За да опише в детайли форматите, типовете инструкции, параметрите на хардуера и подобренията на скоростта, вместо машинна организация той употребява израза системна архитектура.
Впоследствие Брукс пише в книгата „Planning a Computer System: Project Stretch, ed. W. Buchholz“, 1962:

Компютърната архитектура, както и другата, е изкуството да се определят нуждите на ползвателя и тогава компютърът да се проектира така, че да отговори на тези нужди доколкото е възможно по-ефективно в рамките на икономическите и техническите ограничения
—F. Brooks, „Planning a Computer System: Project Stretch, ed. W. Buchholz“В оригинал 
Computer architecture, like other architecture, is the art of determining the needs of the user of a structure and then designing to meet those needs as effectively as possible within economic and technological constraints.
Брукс участва и в разработката на серията компютри IBM System/360 (днес IBM zSeries), в които под „архитектура“ се подразбира „това, което потребителят трябва да знае“.
Първите компютърни архитектури са създадени на хартия и след това директно изградени с хардуер.
По-късно прототипите на компютърни архитектури се изграждат въз основа на т.нар. Transistor–Transistor Logic (TTL) – такива са прототипите на Motorola 6800 и PA-RISC, които се тестват, донастройват и тогава се изграждат хардуерно.
Към 1990-те обичайната практика е новите компютърни архитектури да се строят, тестват и донастройват в рамките на съществуваща архитектура–симулатор.

## Подкатегории
Дисциплината компютърна архитектура се разделя на три основни подкатегории:
1. наборът от инструкции (на английски: Instruction Set Architecture, ISA) определя какъв машинен код чете процесорът и как го обработва, включително размера на машинната дума, начина на адресиране на паметта (memory address modes), процесорните регистри (processor registers), и типа данни.
2. микроархитектурата определя как конкретният централен процесор ще осъществява набора от инструкции.[9] Например размерът на процесорната кеш-памет най-общо няма нищо общо с набора от инструкции.
3. системният дизайн включва всички останали хардуерни компоненти на компютъра и други въпроси като:

- обработка на данните извън процесора, например директен достъп до паметта
- виртуализация, многопроцесорност и софтуер.

В големите компании, производители на процесори като Intel, се използват и други по-тесни понятия като макроархитектура, асемблерски набор от инструкции, пин архитектура